# Bartolomé Calatayud
Pour les articles homonymes, voir Calatayud (homonymie).
 (avril 2013).
Si vous disposez d'ouvrages ou d'articles de référence ou si vous connaissez des sites web de qualité traitant du thème abordé ici, merci de compléter l'article en donnant les références utiles à sa vérifiabilité et en les liant à la section « Notes et références ».
Bartolomé Calatayud est un compositeur musicien et professeur de guitare espagnole, né le  8 septembre 1882 à Palma de Majorque et mort le 11 avril 1973.

## Biographie
Il a été élève de Francisco Tárrega à Valence en Espagne.
Il a donné des concerts en Espagne, France, Suisse, Portugal et dans bien d'autres pays. Il a en majorité composé pour la guitare classique et plusieurs de ses œuvres pour guitare sont basés sur des thèmes populaires de Majorque.
Il laisse une œuvre variée, dont une partie est accessible aux guitaristes débutants.